# Bahnhof Higashi-Nakano
Der Bahnhof Higashi-Nakano (jap. 東中野駅, Higashi-Nakano-eki) ist ein Bahnhof auf der japanischen Insel Honshū. Er wird von der Bahngesellschaft JR East betrieben und befindet sich im Bezirk Nakano der Hauptstadt Tokio. Denselben Namen trägt ein U-Bahnhof der Toei-U-Bahn.

## Verbindungen
Higashi-Nakano ist ein bedeutender Verkehrsknotenpunkt, benannt nach dem gleichnamigen Stadtteil westlich der Innenstadt. Hier kreuzen sich zwei Bahnlinien auf unterschiedlichen Ebenen. Oberirdisch verläuft die Chūō-Sōbu-Linie der Bahngesellschaft JR East von Mitaka über Akihabara nach Chiba. Diese verläuft parallel zu den Gleisen der Chūō-Schnellbahnlinie, dem urbanen Teil der Chūō-Hauptlinie. Nahverkehrszüge fahren in einem dichten Takt mit kurzer Zugfolge, d. h. alle zwei bis drei Minuten während der Hauptverkehrszeit, tagsüber alle fünf Minuten. Hingegen halten keine Schnell- und Eilzüge. Unterirdisch verläuft in Nord-Süd-Richtung die Ōedo-Linie, eine U-Bahn-Linie der vom Verkehrsamt der Präfektur Tokio betriebenen Toei-U-Bahn.
Auf dem westlichen Bahnhofsvorplatz befindet sich ein Busterminal, der von drei Buslinien der Gesellschaften Kantō Bus und Seibu Bus bedient wird. Eine weitere Linie von Kantō Bus bedient eine Haltestelle beim Osteingang.

## Anlage
Der JR-East-Bahnhof ist ein ebenerdiger Durchgangsbahnhof. Die Anlage ist von Osten nach Westen ausgerichtet, die viergleisige Bahnstrasse wird von Kirschbäumen gesäumt. Während am nördlichen Gleispaar keine Haltemöglichkeit besteht, liegt das südliche Gleispaar an einem vollständig überdachten Mittelbahnsteig. Der Bahnhof besitzt zwei Empfangsgebäude am westlichen und östlichen Ende des Bahnsteigs, die mehrere hundert Meter voneinander entfernt stehen und sich beide in Form eines Reiterbahnhofs über die gesamte Gleisanlage spannen.
Der westliche Reiterbahnhof ist barrierefrei und mit mehreren Aufzügen und Rolltreppen ausgestattet. Er ist mit dem unmittelbar angrenzenden Einkaufszentrum Atrevi verbunden, einem fünfstöckigen Gebäude, das ebenfalls die gesamte Breite der Bahntrasse überspannt. Daran schließen sich der Vorplatz und eine vierspurige Hauptstraße an, sodass die Bahntrasse in diesem Bereich unter einer mehr als hundert Meter langen Überdeckung führt. Der östliche, bedeutend kleiner dimensionierte Reiterbahnhof ist seit März 2019 nicht mehr mit Personal besetzt. Vom westlichen Empfangsgebäude aus führt ein Fußgängertunnel zu dem unter der Hauptstraße liegenden U-Bahnhof. Dieser ist als Durchgangsbahnhof mit zwei Gleisen angelegt, die von einem Mittelbahnsteig aus erreichbar sind. Der U-Bahnhof besitzt ein eigenes pavillonartiges Eingangsgebäude, von dem aus ein Aufzug und zwei Rolltreppen hinunter führen; auch hier ist Barrierefreiheit gewährleistet.
Im Fiskaljahr 2019 nutzten durchschnittlich 41.200 Fahrgäste täglich den JR-East-Bahnhof, weitere 13.562 den U-Bahnhof.

## Bilder

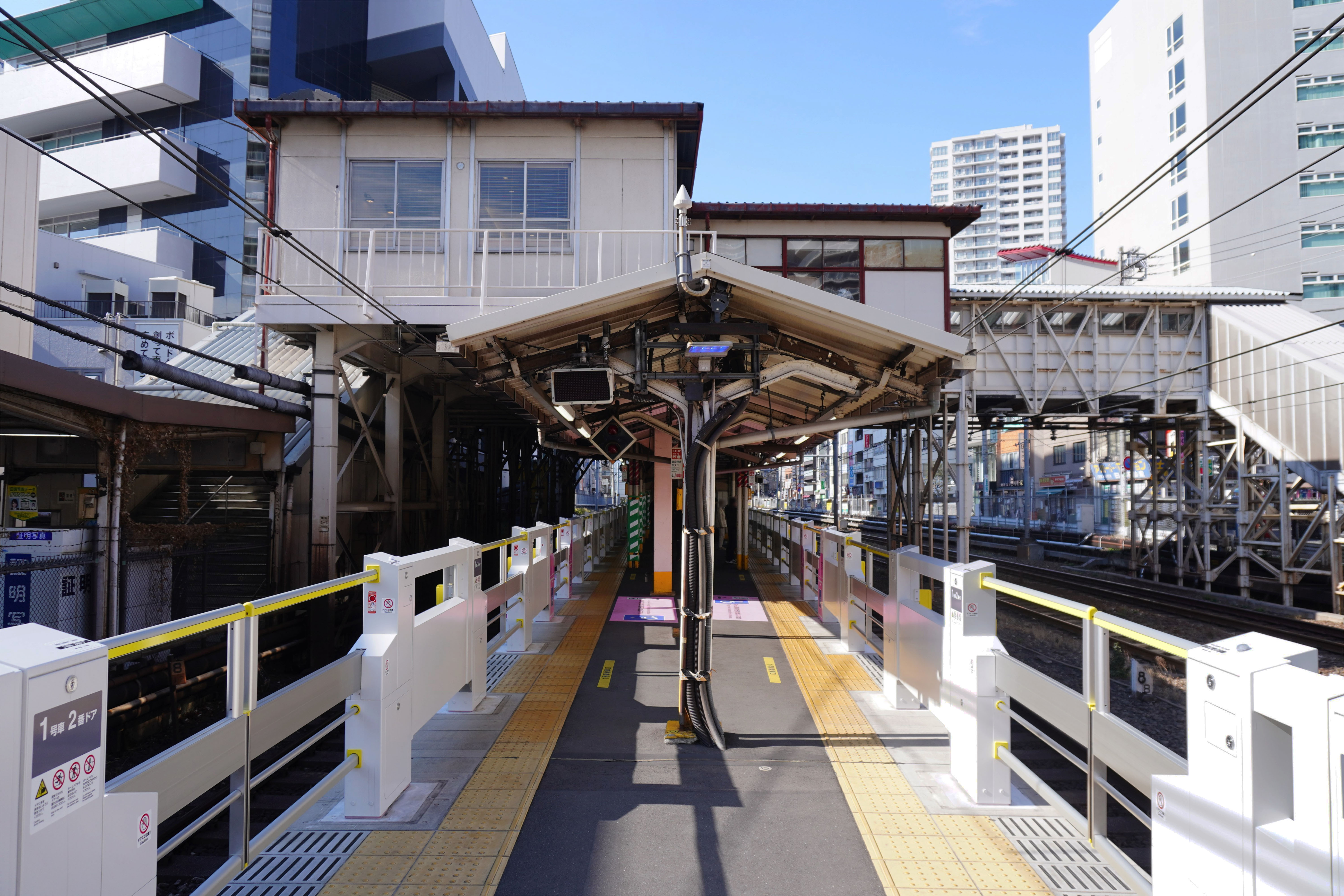
Ansicht des Bahnsteigs
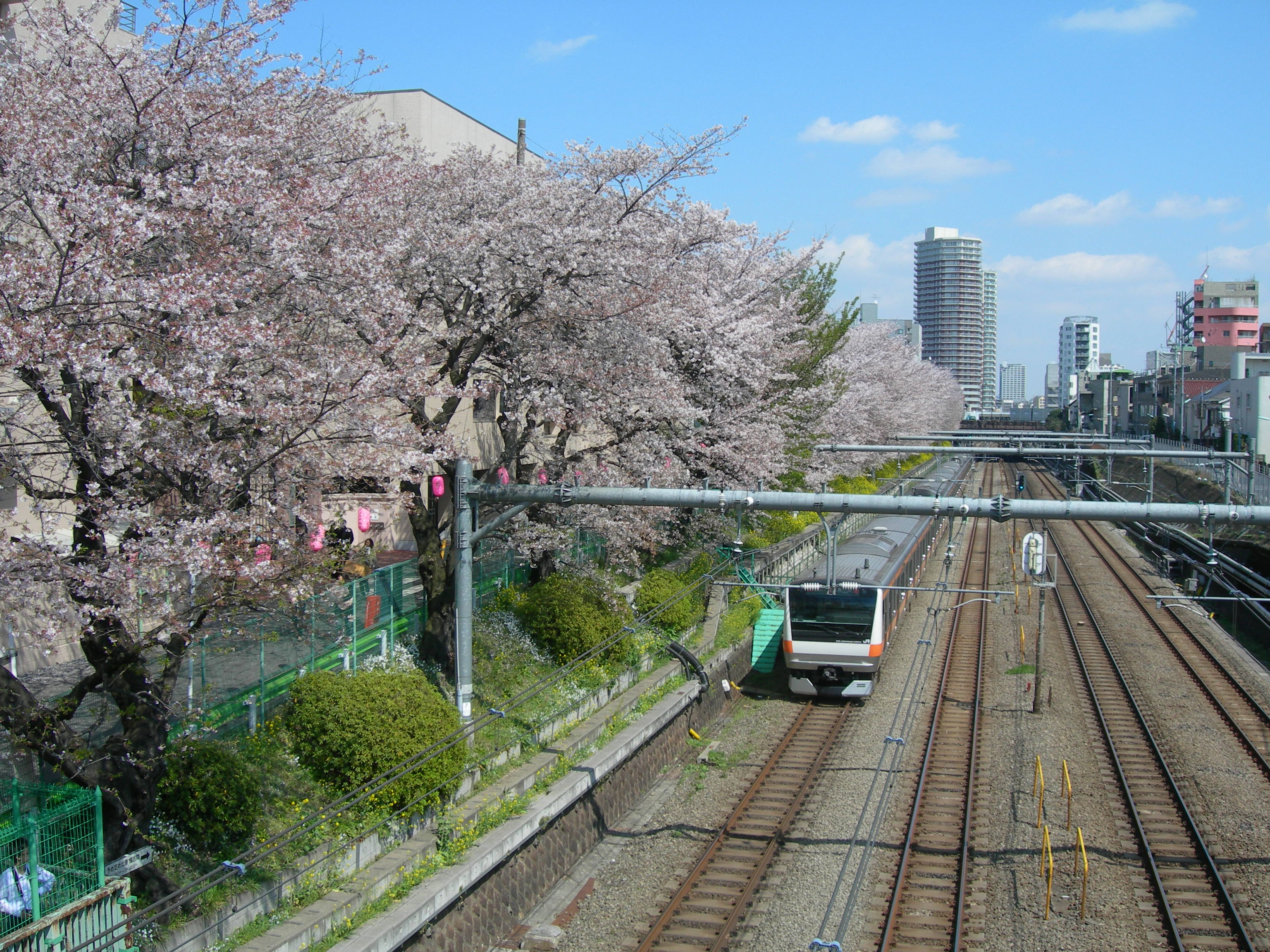
Kirschbäume an der Strecke
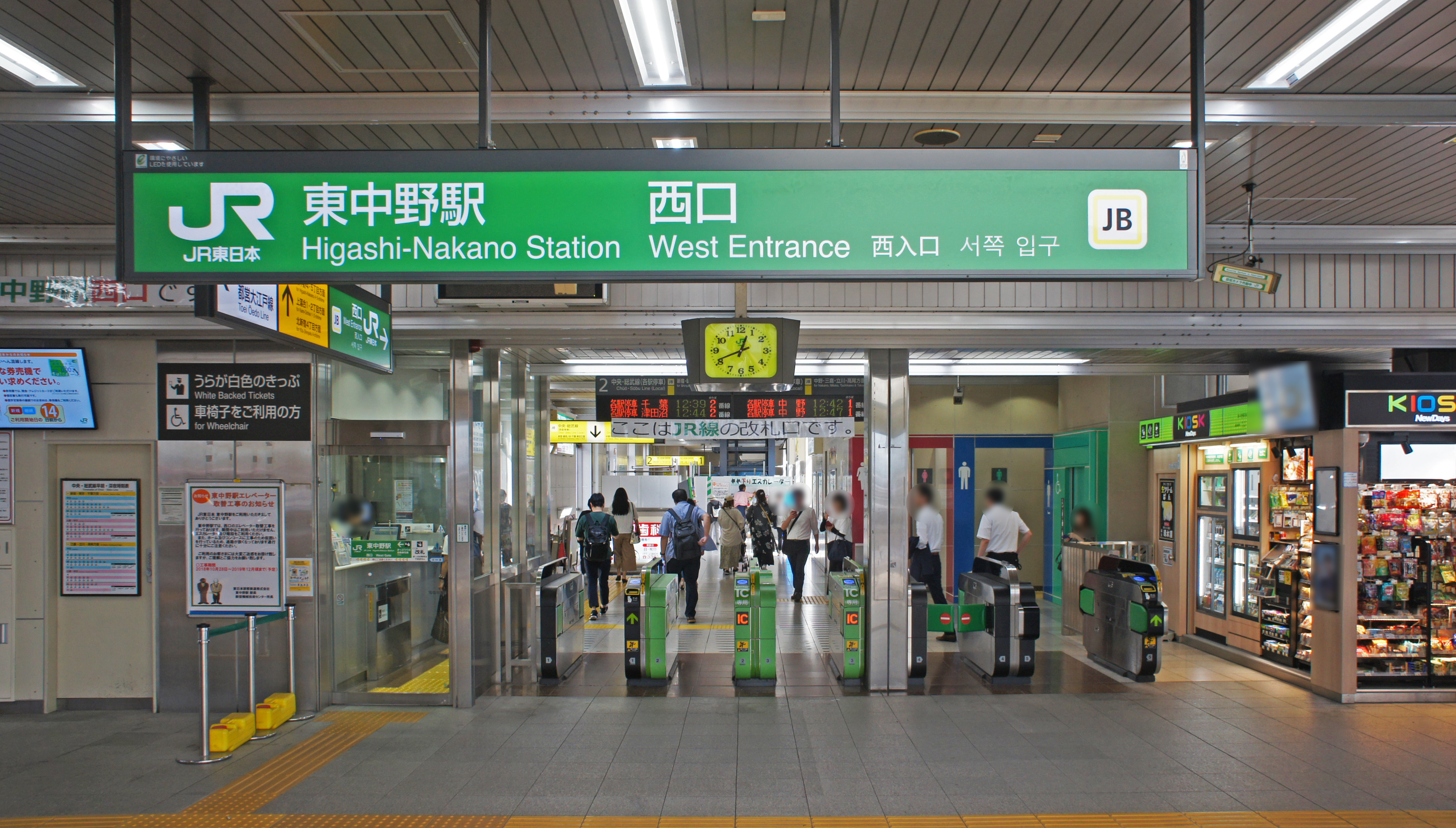
Bahnsteigsperren
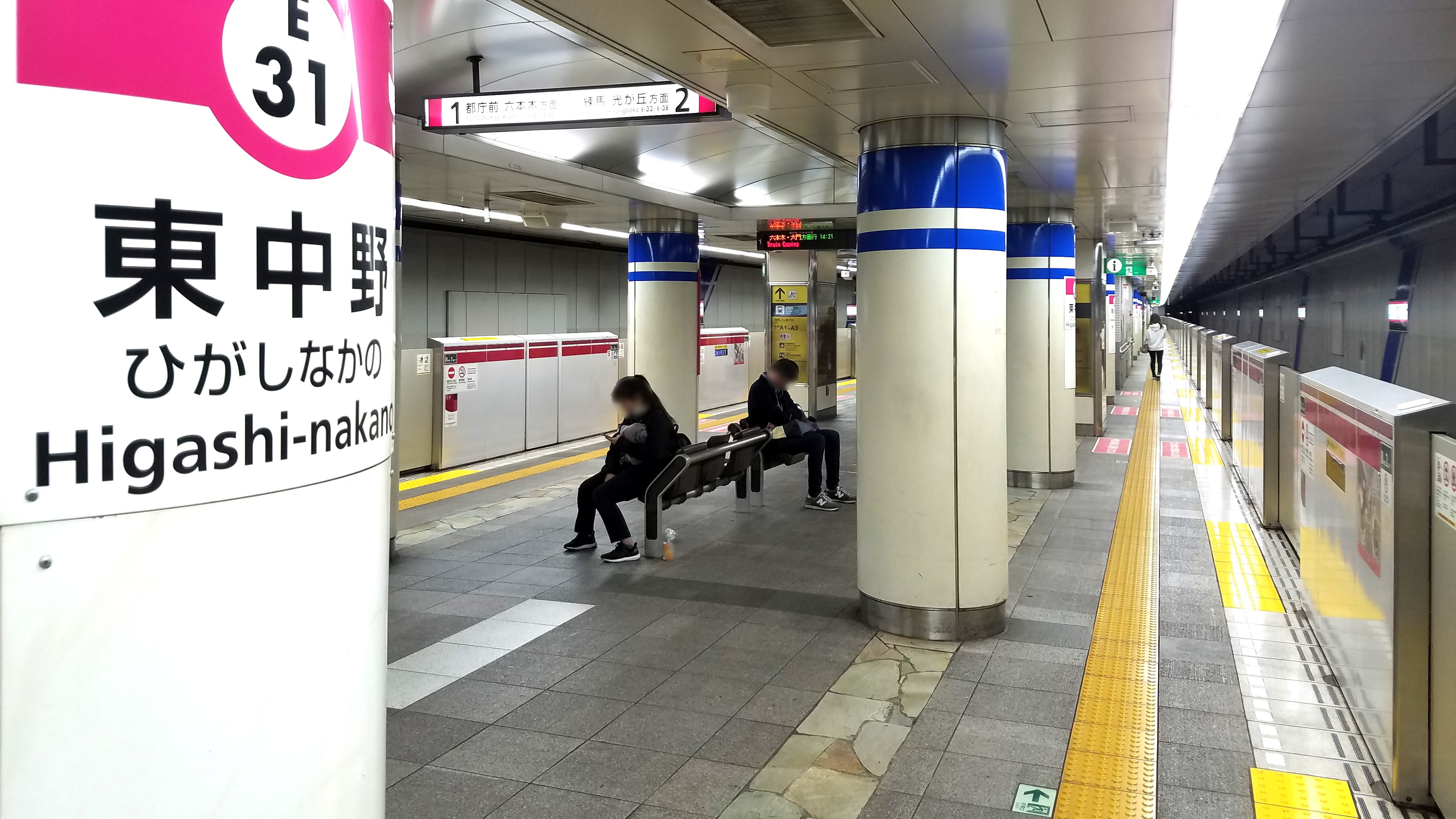
U-Bahnhof der Ōedo-Linie

## Gleise
JR East:
| 1 | ▉ Chūō-Sōbu-Linie | Shinjuku • Akihabara • Nishi-Funabashi • Chiba |
| 2 | ▉ Chūō-Sōbu-Linie | Nakano • Mitaka                                |

Toei:
| 1 | Ōedo-Linie | Roppongi • Ryōgoku • Iidabashi • Tochōmae |
| 2 | Ōedo-Linie | Nerima • Hikarigaoka                      |

## Linien
| Verlauf der Chūō-Schnellbahnlinie |
| --- |
| Chiba • Nishi-Chiba • Inage • Shin-Kemigawa • Makuhari • Makuharihongō • Tsudanuma • Higashi-Funabashi • Funabashi • Nishi-Funabashi • Shimōsa-Nakayama • Moto-Yawata • Ichikawa • Koiwa • Shin-Koiwa • Hirai • Kameido • Kinshichō • Ryōgoku • Asakusabashi • Akihabara • Ochanomizu • Suidōbashi • Iidabashi • Ichigaya • Yotsuya • Shinanomachi • Sendagaya • Yoyogi • Shinjuku • Ōkubo • Higashi-Nakano • Nakano • Kōenji • Asagaya • Ogikubo • Nishi-Ogikubo • Kichijōji • Mitaka |

## Geschichte
Das Teilstück Shinjuku–Tachikawa der Chūō-Hauptlinie war 1889 eröffnet worden, doch fuhren die Züge zunächst ohne Halt durch. Dies änderte sich am 14. Juni 1906 mit der Eröffnung des Bahnhofs Kashiwagi (柏木) durch die private Bahngesellschaft Kōbu Tetsudō. Nach dem Inkrafttreten des Eisenbahnverstaatlichungsgesetzes übernahm das Eisenbahnamt (das spätere Eisenbahnministerium) am 1. Oktober desselben Jahres den Betrieb auf der Strecke. Seinen heutigen Namen erhielt der Bahnhof am 1. Januar 1917. Um das Problem der zunehmenden Verkehrsstaus beim Niveauübergang unmittelbar neben dem östlichen Ausgang zu lösen, entstand 1962 in 60 Metern Entfernung eine Unterführung. Aus Kostengründen stellte die Japanische Staatsbahn am 1. Februar 1984 die Gepäckaufgabe ein. Im Rahmen der Staatsbahnprivatisierung ging der Bahnhof am 1. April 1987 in den Besitz der neuen Gesellschaft JR East über.
Am 5. Dezember 1988 ereignete sich im Bahnhof ein Auffahrunfall, bei dem zwei Menschen starben und 116 weitere zum Teil schwere Verletzungen erlitten. Dieser Unfall beschleunigte die Einführung automatischer Notbremssysteme. Am 19. Dezember 1997 verlängerte die Toei-U-Bahn die Ōedo-Linie von Shinjuku nach Nerima und nahm dabei auch den U-Bahnhof Higashi-Nakano in Betrieb. Die Eröffnung des heutigen Empfangsgebäudes erfolgte am 31. August 2012.